# Radiazioni non ionizzanti

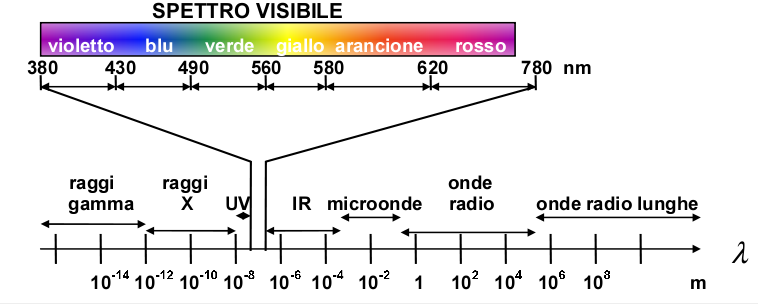
Spettro elettromagnetico

I termini radiazioni non ionizzanti o NIR (dall'inglese Non-Ionizing Radiations) si riferiscono a qualunque tipo di radiazione elettromagnetica che non trasporta sufficiente energia da ionizzare atomi o molecole — ovvero, per rimuovere completamente un elettrone da un atomo o molecola.

Simbolo di rischio di radiazione non ionizzante, definito dalla norma ISO 7010.

Invece di produrre ioni carichi attraversando la materia, la radiazione elettromagnetica ha sufficiente energia solo per eccitare il movimento di un elettrone ad uno stato energetico superiore. Nondimeno diversi effetti biologici vengono osservati per diversi tipi di radiazioni non-ionizzanti.
Le radiazioni non ionizzanti possono causare problemi di salute, in particolare i raggi ultravioletti non ionizzanti (UV-A) possono causare melanomi e tumori della pelle, ma generalmente non rappresentano un rischio significativo per la salute. Al contrario, le radiazioni ionizzanti hanno una frequenza più alta e una lunghezza d'onda più corta rispetto alle radiazioni non ionizzanti e possono rappresentare un serio rischio per la salute: l'esposizione ad esse può causare ustioni, malattie da radiazioni, molti tipi di cancro e danni genetici.
La regione in cui la radiazione è considerata "ionizzante" non è ben definita, poiché diverse molecole e atomi ionizzano a diverse energie. Le definizioni usuali hanno suggerito che le radiazioni con energie di particelle o fotoni inferiori a 10 elettronvolt (eV) siano considerate non ionizzanti. Un'altra soglia suggerita è 33 elettronvolt, che è l'energia necessaria per ionizzare le molecole d'acqua. La luce del Sole che raggiunge la Terra è composta in gran parte da radiazioni non ionizzanti, poiché i raggi ionizzanti del lontano ultravioletto sono filtrati dai gas dell'atmosfera, in particolare dall'ossigeno.

## Meccanismi di interazione con la materia, compreso il tessuto vivente
Il vicino ultravioletto, la luce visibile, l'infrarosso, le microonde, le onde radio e le radiofrequenze a bassa frequenza (onde lunghe) sono tutti esempi di radiazioni non ionizzanti. Al contrario, il lontano ultravioletto, i raggi X, i raggi gamma e tutte le radiazioni di particelle provenienti dal decadimento radioattivo sono ionizzanti. Le radiazioni elettromagnetiche visibili e vicine all'ultravioletto possono indurre reazioni fotochimiche o accelerare reazioni radicali, come l'invecchiamento fotochimico delle vernici  o la scomposizione dei composti aromatizzanti nella birra per produrre il "sapore fulminante". La radiazione ultravioletta vicina, sebbene tecnicamente non ionizzante, può eccitare e causare reazioni fotochimiche in alcune molecole. Ciò accade perché alle energie dei fotoni a frequenze nell'ultravioletto, le molecole possono essere eccitate elettronicamente o sotto forma di radicali liberi, anche senza che avvenga la ionizzazione.
Il verificarsi della ionizzazione dipende dall'energia delle singole particelle (o onde) e non dal loro numero. Un'intensa irradiazione di particelle (o onde) non causerà ionizzazione se queste particelle (o onde) non trasportando energia sufficiente per essere ionizzanti, a meno che non aumentino la temperatura di un corpo fino a un punto abbastanza alto da ionizzare piccole frazioni di atomi o molecole mediante il processo di ionizzazione termica. In tali casi, anche la "radiazione non ionizzante" è in grado di provocare la ionizzazione termica se deposita abbastanza calore per aumentare le temperature fino ad arrivare alle energie di ionizzazione. Queste reazioni si verificano a energie molto più elevate rispetto alle radiazioni ionizzanti, che richiedono solo una singola particella per ionizzare. Un esempio familiare di ionizzazione termica è la ionizzazione a fiamma di un fuoco comune e l'imbrunimento, reazioni in alimenti comuni indotte dalla radiazione infrarossa, durante la cottura alla griglia.
L'energia delle particelle di radiazioni non ionizzanti è bassa e, invece di produrre ioni carichi quando attraversano la materia, la radiazione elettromagnetica non ionizzante ha solo energia sufficiente per modificare le configurazioni di valenza rotazionale, vibrazionale o elettronica di molecole e atomi. Questo produce effetti termici. I possibili effetti non termici di forme di radiazioni non ionizzanti sui tessuti viventi sono stati studiati solo di recente. Gran parte del dibattito attuale riguarda livelli relativamente bassi di esposizione alle radiazioni a radiofrequenza (RF) dei telefoni cellulari e delle stazioni base che producono effetti "non termici". Alcuni esperimenti hanno suggerito che potrebbero esserci effetti biologici a livelli di esposizione non termici, ma le prove per la produzione di rischi per la salute sono contraddittorie e non provate. La comunità scientifica e gli organismi internazionali riconoscono che sono necessarie ulteriori ricerche per migliorare la nostra comprensione in alcune aree. Nel frattempo, il consenso è che non ci sono prove scientifiche coerenti e convincenti di effetti negativi sulla salute causati dalle radiazioni RF a potenze sufficientemente basse da non produrre effetti sulla salute termica.

## Effetti biologici
| [ 3 ]                  | Fonte | Lunghezza d'onda | Frequenza                                                 | Effetti biologici (No rischi) |
| ---------------------- | --- | ---------------- | --------------------------------------------------------- | --- |
| UVA                    | Luce nera, luce del sole | 318–400 nm       | 750–950 THz                                               | Occhio – Fotochimica cataratta; pelle – eritema, inc. pigmentazione                                                                           |
| Luce visibile          | Luce del sole, fuoco, LED, Lampadine, Laser | 400–780 nm       | 385–750 THz                                               | Pelle Invecchiamento cutaneo; occhio – fotochimica & lesione termica della retina                                                             |
| IR-A                   | Luce del sole, radiazione termica, lampadina a incandescenza, Laser, telecomando | 780 nm – 1.4 µm  | 215–385 THz                                               | Occhio – lesioni termica della retina, cataratta termica; ustione                                                                             |
| IR-B                   | Luce del sole, radiazione termica, lampadina a incandescenza, Laser | 1.4–3 µm         | 100–215 THz                                               | Occhio – ustione corneale, cataratta; ustione                                                                                                 |
| IR-C                   | Luce del sole, radiazione termica, lampadina a incandescenza, Laser terahertz | 3 µm – 1 mm      | 300 GHz – 100 THz                                         | Occhio – ustione corneale, cataratta; Riscaldamento della superficie del corpo                                                                |
| Microonde              | Telefoni PCS, alcuni telefoni cellulari, forni a microonde, telefono cordless, onde millimetriche, scanner millimetri da aeroporto, rilevatori di movimento, telecomunicazioni a lunga distanza, radar, Wi-Fi, 5G | 1 mm – 33 cm     | 1–300 GHz                                                 | Riscaldamento dei tessuti. In casi particolari si può avere tuttavia la produzione di plasma (gas ionizzato) all'interno di forni a microonde |
| Onde radio (radioonde) | Telefoni cellulari, televisione, FM, AM, onde corte, CB, telefoni cordless | 33 cm – 3 km     | 100 kHz – 1 GHz                                           | Riscaldamento dei tessuti del corpo, Aumento della temperatura corporea                                                                       |
| RF a bassa frequenza   | Linee elettriche | >3 km            | <100 kHz                                                  | Cumulo di carica sulla superficie corporea; disturbi di risposte nervose e muscolari                                                          |
| Campo statico          | magneti forti, MRI | Infinito         | 0 Hz (tecnicamente i campi statici non sono "radiazione") | Magnetica – vertigini/nausea; elettrica – cariche sulla superficie corporea                                                                   |

## Tipi di radiazioni elettromagnetiche non ionizzanti
Vedi: radiazione elettromagnetica

### Vicino ultravioletto
La luce ultravioletta può causare ustioni alla pelle e cataratta agli occhi. L'ultravioletto è classificato in UV vicino, medio e lontano in base all'energia. L'ultravioletto vicino e medio sono tecnicamente non ionizzanti, ma tutte le lunghezze d'onda dell'UV possono causare reazioni fotochimiche che, in una certa misura, imitano la ionizzazione (inclusi danni al DNA e cancerogenesi). La radiazione UV superiore a 10 eV (lunghezza d'onda inferiore a 125 nm) è considerata ionizzante. Il resto dello spettro UV da 3,1 eV (400 nm) a 10 eV, sebbene tecnicamente non ionizzante, può produrre reazioni fotochimiche che danneggiano le molecole con mezzi diversi dal semplice calore. Poiché queste reazioni sono spesso molto simili a quelle causate dalle radiazioni ionizzanti, spesso l'intero spettro UV è considerato equivalente alla radiazione ionizzante nella sua interazione con molti sistemi (compresi i sistemi biologici).
Ad esempio, la luce ultravioletta, anche nella gamma non ionizzante, può produrre radicali liberi che inducono danni cellulari e può essere cancerogena. La fotochimica, come la formazione del dimero di pirimidina nel DNA, può avvenire attraverso la maggior parte della banda UV, inclusa gran parte della banda che è formalmente non ionizzante. La luce ultravioletta induce la produzione di melanina dalle cellule dei melanociti per causare l'abbronzatura della pelle. La vitamina D viene prodotta sulla pelle da una reazione radicale avviata dai raggi UV.
Gli occhiali da sole in plastica (policarbonato) generalmente assorbono le radiazioni UV. La sovraesposizione ai raggi UV agli occhi provoca cecità da neve, comune alle aree con superfici riflettenti, come neve o acqua.

### Luce visibile
Vedi: Luce
La luce, o luce visibile, è la gamma molto ristretta di radiazione elettromagnetica visibile all'occhio umano (circa 400-700 nm) o fino a 380-750 nm. Più in generale, i fisici si riferiscono alla luce come radiazione elettromagnetica di tutte le lunghezze d'onda, visibili o meno.
La luce visibile ad alta energia è luce blu-violetta con un potenziale dannoso più elevato.

### Infrarossi
Vedi: infrarossi
La luce infrarossa (IR) è una radiazione elettromagnetica con una lunghezza d'onda compresa tra 0,7 e 300 micrometri, che equivale a un intervallo di frequenza compreso tra circa 1 e 430 THz. Le lunghezze d'onda IR sono più lunghe di quelle della luce visibile, ma più corte di quelle delle microonde. La luce del sole fornisce un'irradiazione di poco più di 1 kilowatt per metro quadrato a livello del mare. Di questa energia, 527 watt sono radiazioni infrarosse, 445 watt sono luce visibile e 32 watt sono radiazioni ultraviolette.

### Microonde
Vedi: microonde
Le microonde sono onde elettromagnetiche con lunghezze d'onda che vanno da un metro a un millimetro, o equivalentemente, con frequenze comprese tra 300 MHz (0,3 GHz) e 300 GHz. Questa ampia definizione include sia le UHF che le EHF (onde millimetriche). In tutti i casi, il campo delle microonde include l'intera banda SHF (da 3 a 30 GHz o da 10 a 1 cm). Le applicazioni includono telefoni cellulari, radar, scanner aeroportuali, forni a microonde, satelliti di telerilevamento terrestre e comunicazioni radio e satellitari.

### Onde radio
Vedi: onde radio
Le onde radio sono un tipo di radiazione elettromagnetica con lunghezze d'onda nello spettro elettromagnetico più lunghe della luce infrarossa. Come tutte le altre onde elettromagnetiche, viaggiano alla velocità della luce. Le onde radio naturali sono prodotte da fulmini o da oggetti astronomici. Le onde radio generate artificialmente vengono utilizzate per comunicazioni radio fisse e mobili, trasmissioni, radar e altri sistemi di navigazione, comunicazioni satellitari, reti di computer e innumerevoli altre applicazioni. Differenti frequenze di onde radio hanno differenti caratteristiche di propagazione nell'atmosfera terrestre; le onde lunghe possono coprire una parte della Terra in modo molto coerente, le onde più corte possono essere riflesse dalla ionosfera e viaggiare per il mondo, e le lunghezze d'onda molto più corte si piegano o riflettono molto poco.

### Frequenza molto bassa (VLF)
La frequenza molto bassa o VLF è la gamma di RF da 3 a 30 kHz. Poiché non c'è molta larghezza di banda in questa banda dello spettro radio, vengono utilizzati solo i segnali più semplici, come per la navigazione radio. È conosciuta anche come banda miriametrica o onda miriametrica poiché le lunghezze d'onda vanno da dieci a un miriametro (un'unità metrica obsoleta pari a 10 chilometri).

### Frequenza estremamente bassa (ELF)
La frequenza estremamente bassa (ELF) è la gamma delle frequenze di radiazione da 300 Hz a 3 kHz. Negli studi che riguardano l'atmosfera viene solitamente data una definizione alternativa, da 3 Hz a 3 kHz. Negli studi che riguardano la magnetosfera, le oscillazioni elettromagnetiche a frequenza più bassa (pulsazioni che si verificano al di sotto di ~ 3 Hz) sono considerate nell'intervallo ULF, che è quindi anche definito in modo diverso dalle bande radio ITU.

### Radiazione termica
Vedi: radiazione termica
La radiazione termica, sinonimo comune di infrarossi a temperature comunemente riscontrate sulla Terra, è il processo mediante il quale la superficie di un oggetto irradia la sua energia termica sotto forma di onde elettromagnetiche. Le radiazioni infrarosse che si possono sentire emanare da un riscaldatore domestico, una lampada a infrarossi o un forno da cucina sono esempi di radiazione termica, così come l'IR e la luce visibile emessi da una lampadina a incandescenza incandescente (non abbastanza calda da emettere a frequenze uguali o superiori al blu e quindi appaiono giallastre; le lampade fluorescenti non sono termiche e possono apparire più blu). La radiazione termica viene generata quando l'energia dal movimento delle particelle cariche all'interno delle molecole viene convertita in energia radiante delle onde elettromagnetiche. La frequenza d'onda emessa dalla radiazione termica ha una distribuzione di probabilità dipendente solo dalla temperatura, e per un corpo nero è data dalla legge della radiazione di Planck. La legge di spostamento di Wien fornisce la frequenza più probabile della radiazione emessa e la legge di Stefan-Boltzmann fornisce l'intensità del calore (potenza emessa per area).
Parti dello spettro elettromagnetico della radiazione termica possono essere ionizzanti, se l'oggetto che emette la radiazione è abbastanza caldo (ha una temperatura sufficientemente alta). Un esempio comune di tale radiazione è la luce solare, che è radiazione termica dalla fotosfera solare e che contiene abbastanza luce ultravioletta da causare la ionizzazione in molte molecole e atomi. Un esempio estremo è il lampo della detonazione di un'arma nucleare , che emette un gran numero di raggi X ionizzanti puramente come prodotto del riscaldamento dell'atmosfera intorno alla bomba a temperature estremamente elevate.
Come notato sopra, anche la radiazione termica a bassa frequenza può causare la ionizzazione della temperatura ogni volta che deposita energia termica sufficiente per aumentare le temperature a un livello sufficientemente alto. Esempi comuni di ciò sono la ionizzazione (plasma) osservata nelle fiamme comuni e i cambiamenti molecolari causati dalla " doratura " nella cottura degli alimenti, che è un processo chimico che inizia con una grande componente di ionizzazione.

### Radiazione del corpo nero
Vedi: radiazione del corpo nero
La radiazione del corpo nero è la radiazione proveniente da un corpo ideale che emette a qualsiasi temperatura la massima quantità possibile di radiazione a una data lunghezza d'onda. Un corpo nero assorbirà anche la massima radiazione incidente possibile a una data lunghezza d'onda. La radiazione emessa copre l'intero spettro elettromagnetico e l'intensità (potenza/unità-area) ad una data frequenza è dettata dalla legge di Planck . Un corpo nero a temperature pari o inferiori alla temperatura ambiente apparirebbe quindi assolutamente nero in quanto non rifletterebbe alcuna luce. In teoria un corpo nero emette radiazioni elettromagnetiche su tutto lo spettro, dalle onde radio a bassissima frequenza ai raggi X. La frequenza alla quale la radiazione del corpo nero è al massimo è data dalla legge di Wien.